# Gütenbach
Gütenbach là một thị xã nằm ở huyện Schwarzwald-Baar, bang Baden-Württemberg, Đức. Nơi đây là trụ sở của công ty đồ chơi Faller.